# Krste Crwenkowski
Krste Crwenkowski (maced. Крсте Црвенковски, ur. 16 lipca 1921 w Prilepie, zm. 21 lipca 2001 w Skopje) – jugosłowiański i macedoński polityk.
W latach 1963–1969 był sekretarzem Komitetu Centralnego Ligi Komunistów Macedonii. Ojciec Stewo Crwenkowskiego.
W 2022 pośmiertnie odznaczony Orderem Republiki Macedonii Północnej.